# فلوريد الكروم الرباعي
فلوريد الكروم الرباعي (أو رباعي فلوريد الكروم) مركب كيميائي صيغته CrF4، ويوجد على هيئة صلب أخضر مزرق.

## التحضير
يحضر المركب من التفاعل المباشر بين عنصري الكروم والفلور عند درجات حرارة مرتفعة تتراوح بين 300 - 350 °س:
{\displaystyle \mathrm {Cr+2\ F_{2}\ {\xrightarrow {300-350\,{}^{\circ }C}}\ CrF_{4}} }
يمكن التحضير انطلاقاً من فلوريد الكروم الثلاثي أو كلوريد الكروم الثلاثي:
{\displaystyle \mathrm {2\ CrF_{3}+F_{2}\longrightarrow 2\ CrF_{4}} }
{\displaystyle \mathrm {2\ CrCl_{3}+4\ F_{2}\longrightarrow 2\ CrF_{4}+3\ Cl_{2}} }

## الخواص
يوجد المركب في الظروف القياسية من الضغط ودرجة الحرارة على هيئة صلب بلوري أخضر، وهو يتفاعل مع الماء أو الرطوبة وفق تفاعل حلمهة.